# Sergio Camello
Sergio Camello Pérez (* 10. února 2001) je španělský fotbalista, který hraje jako útočník za Rayo Vallecano.

## Reprezentační kariéra
Je bývalým mládežnickým reprezentantem Španělska.
V roce 2024 byl Camello povolán do španělského týmu pro olympijský turnaj. Dne 9. srpna 2024 vstřelil dva góly v prodloužení finále a pomohl tak Španělsku k vítězství 5:3 nad Francií.